# Jan Lindkvist

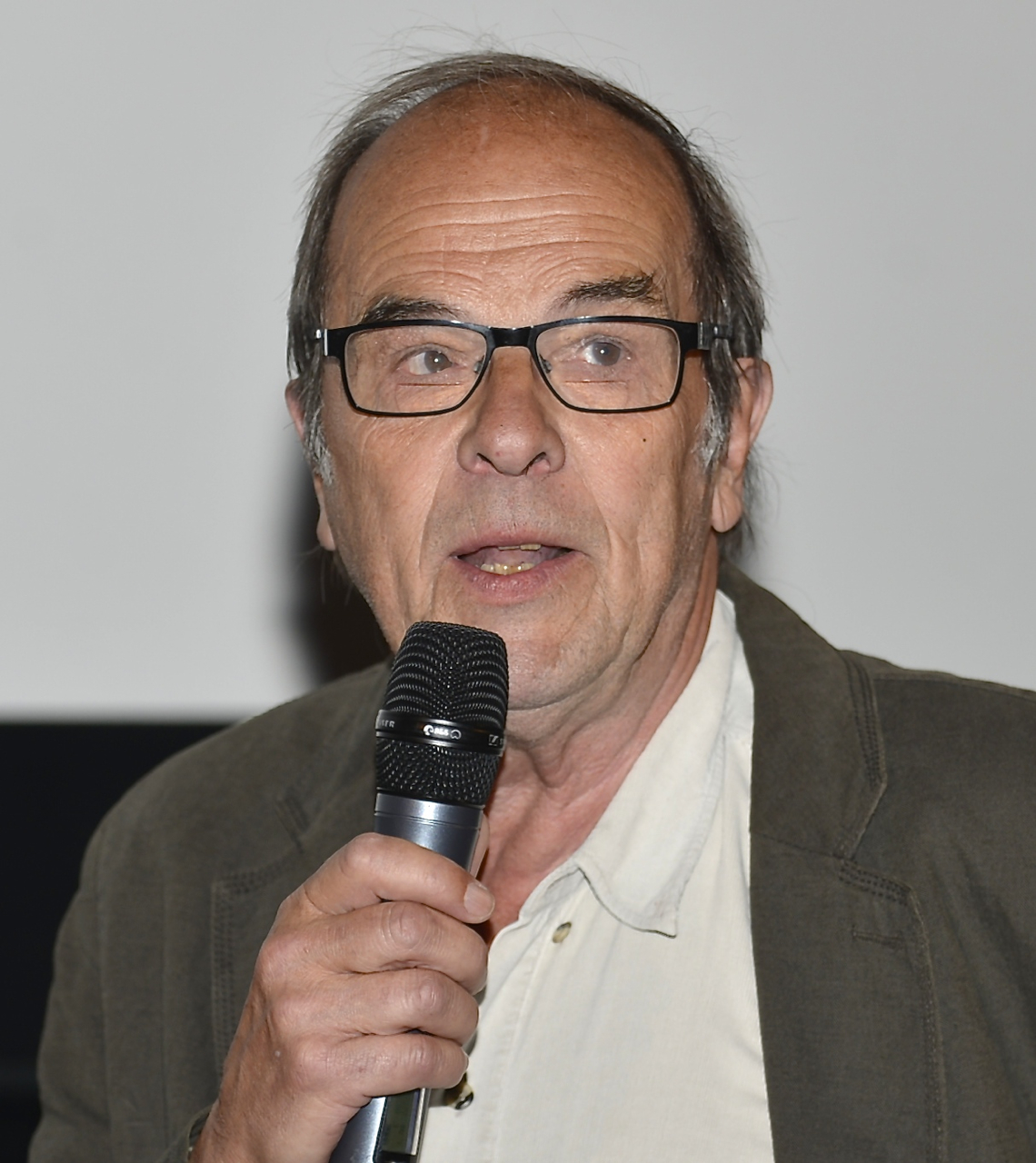
Jan Lindkvist

Jan Lindkvist (* 1941 in Schweden) ist ein schwedischer Regisseur. Im Vor- und Abspann wird er manchmal auch als Jan Lindqvist benannt.
Für seinen Film Tiden är en dröm (1994) gewann er im Jahr 2000 den Creative Achievement Award beim schwedischen Guldbagge. Den Guldbagge Preis konnte der Film dort allerdings nicht erringen, dieser ging an den schwedischen Kinderfilm Tsatsiki – Tintenfische und erste Küsse (1999).

## Weblink
- Jan Lindkvist bei IMDb

| Personendaten    | Personendaten          |
| ---------------- | ---------------------- |
| NAME             | Lindkvist, Jan         |
| ALTERNATIVNAMEN  | Lindqvist, Jan         |
| KURZBESCHREIBUNG | schwedischer Regisseur |
| GEBURTSDATUM     | 1941                   |
| GEBURTSORT       | Schweden               |